# Chrysler Voyager
La Chrysler Voyager è un'autovettura monovolume di grandi dimensioni prodotta dalla casa automobilistica statunitense Chrysler. È stata una delle prime monovolume di fascia alta ad essere commercializzata nel mercato mondiale. Fu presentata per la prima volta nel 1983 come Plymouth Voyager e Dodge Caravan e divenne a marchio Chrysler per il mercato europeo solo dal 1988.
È stata distribuita con diversi nomi, aventi il marchio di diverse case automobilistiche appartenenti al gruppo Chrysler come Plymouth Voyager (fino al 2001, anno di dismissione del marchio Plymouth) e Dodge Caravan. Dal 2001 il nome Voyager è la denominazione utilizzata per la vendita nei mercati al di fuori degli USA, dove è invece venduta come Chrysler Town & Country.
Fino ad ora è stata prodotta in cinque generazioni, a partire dalla prima (del 1983) fino alla quinta, che è entrata in produzione all'inizio del 2008, che l'hanno vista affermarsi sempre di più come la principale concorrente della prima grande monovolume di sempre dal grande successo, ossia la Renault Espace. Nel 2016 la versione a marchio Chrysler è stata sostituita dalla Chrysler Pacifica mentre la versione marchiata Dodge Grand Caravan è tuttora in produzione. Nel giugno 2019 la denominazione Voyager viene reintrodotta sul mercato nord americano attribuita alla Pacifica per identificare gli allestimenti d’accesso della monovolume americana.
Nelle prime quattro generazioni la Voyager è stata prodotta in due varianti di carrozzeria: la Voyager, la versione normale, e la Grand Voyager una versione più grande rispetto a quella normale, con passo allungato e di solito lunga anche più di 5 metri. Dalla quinta viene prodotta solo nella versione a passo lungo.

## Storia
È sempre stata una delle monovolume più grandi in commercio, una capacità massima di carico che arriva addirittura (con la Grand Voyager) a 4550 litri, un record per le autovetture di questo genere, e si è distinta anche per la comodità e la versatilità.
In Italia, dove ha debuttato nel 1992, ha riscosso un grande successo grazie alle versioni turbodiesel; infatti le versioni a benzina sono rare e sono state vendute in poche centinaia, considerando la somma di vendite di tutte le generazioni.
Il punto debole della grossa monovolume americana è quasi certamente la sicurezza: la Voyager è stata infatti sottoposta per due volte ai crash test dell'Euro NCAP, nel 1999 e nel 2007, totalizzando in entrambi i casi un risultato basso, e cioè 2 stelle la prima volta e 1.5 stelle la seconda, dimostrandosi quindi poco affidabile per quanto riguarda la sicurezza passiva: una pecca non da poco, per un'auto così grande, diffusa e versatile.

## Prima generazione (1983-1990)

### Sviluppo
Lo sviluppo del monovolume Chrysler iniziò nei primi anni settanta, in quanto sia la Ford Motor Company che la divisione truck della Dodge (marchio del gruppo Chrysler) iniziarono a sviluppare dei progetti di furgoni adibiti al trasporto di persone dai costi di gestione ridotti. Le due aziende volevano creare una alternativa più potente e più maneggevole rispetto alla ormai datata Volkswagen T1 Microbus, da anni sul mercato americano e senza una vera e propria concorrente. Il progetto Dodge si concluse con la creazione di un modello in argilla; Ford invece creò il prototipo Ford Carousel nel 1972, basato sulla piattaforma del commerciale Ford Econoline. Supportato da Lee Iacocca e Henry Ford II, il prototipo Carousel non ha raggiunto la produzione in quanto non ricevette l'approvazione interna degli altri dirigenti Ford.
Alla fine del 1977, lo sviluppo dei minivan Chrysler ricominciò con quattro obiettivi principali: la possibilità di realizzare un modello che si potesse parcheggiare in un garage di dimensioni standard in America; livelli di rumorosità, vibrazioni e rigidezza della scocca al pari di una comune vettura berlina; piano di carico basso e piatto; sedili posteriori rimovibili. 
Dal punto di vista tecnico venne scelta la trazione anteriore e di conseguenza si iniziò a progettare un nuovo pianale di base; alcuni organi meccanici derivano dal telaio Chrysler K, in quanto era abbastanza flessibile e in grado di supportare sia motori a quattro cilindri che V6.
Nel 1978, sia Lee Iacocca che Hal Sperlich furono licenziati dalla Ford Motor Company ed entrando a far parte della Chrysler Corporation. Lo stesso anno, la divisione di ingegneria di truck Dodge fu unita alla sua controparte di Chrysler. Durante il 1978 Chrysler avvio dei sondaggi negli Stati Uniti per la ricerca e le caratteristiche che i clienti desideravano in un potenziale minivan, trovando un accordo nei suoi obiettivi pianificati. 
Nel 1979, Chrysler approvò definitivamente il progetto (nome in codice T-115), venne confermata la trazione anteriore e il nuovo pianale di base S con motore trasversale e carrozzeria monoscocca. Il progetto T-115 sarebbe costato circa 500 milioni di dollari per la produzione. 
Dall'approvazione del 1979 fino al lancio nel 1984, il minivan venne sottoposto a numerose e importanti riprogettazioni. Originariamente concepito con una carrozzeria a 4 porte laterali in stile station wagon, Chrysler in seguito optò per due porte scorrevoli in modo da poter garantire un migliore accesso nei parcheggi. Il progetto fu successivamente cambiato in un'unica porta scorrevole, poiché se ne voleva ricavare anche una versione furgonata a due posti. Durante lo sviluppo anche la configurazione del portellone posteriore è stata controversa, inizialmente si voleva scegliere una soluzione con due ante apribili 50/50 stile furgoni, ma poi venne adottato il portellone tutto in un pezzo apribile verso l'alto stile station wagon. All'esterno, nel 1981, le finestre laterali furono ridisegnate per diventare a filo con la carrozzeria per consentire una riduzione del rumore e della resistenza del vento. Per ridurre ulteriormente i costi, un gran numero di componenti interni vennero ereditate dai modelli Dodge Aries e Plymouth Reliant, compreso il cruscotto, comandi interni, la radio e vari elementi di rifinitura.

### Lancio sul mercato
Lanciato nel novembre 1983 come Model Year 1984, il gruppo Chrysler scelse di commercializzare il nuovo minivan negli Stati Uniti e in Canada come Dodge Caravan e Plymouth Voyager, insieme ad una versione furgonata denominata Dodge Mini Ram Van. I marchi Dodge e Plymouth erano i marchi dai grandi volumi di vendita, con una rete di concessionarie molto ampia in Nord America a differenza di quello Chrysler considerato di lusso e con una rete di vendita più piccola oltre che ad una gamma di vetture con prezzo medio più costoso.

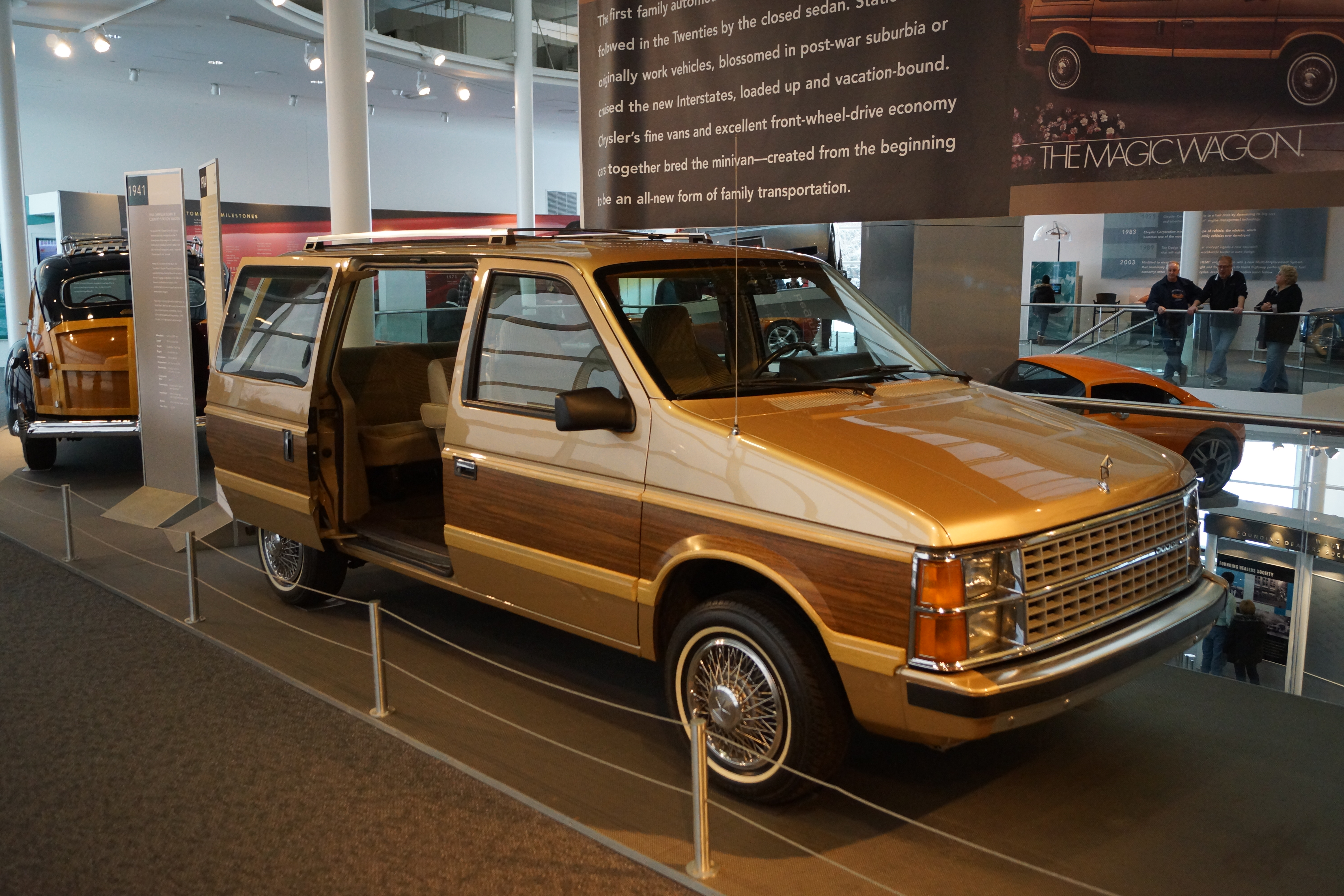
Dodge Caravan LE del 1984 esposta al Walter P. Chrysler Museum

La denominazione Dodge Caravan era inedita mentre la Plymouth utilizzava il nome Voyager dal 1974 per rimarchiare la versione passeggeri del Dodge Sportsman.
La produzione partì il 2 novembre 1983 preso lo stabilimento di Windsor in Canada (che tutt'oggi produce le attuali generazione dei minivan ovvero la Chrysler Pacifica e la Dodge Grand Caravan).
Al debutto era disponibile in una sola variante di carrozzeria con passo standard di 2,847 metri e lunghezza totale complessiva di 4,468 o 4,503 metri (a seconda dell'allestimento), nel 1987 venne introdotto un primo restyling e debuttò anche la versione a passo lungo da 3,025 metri e lunghezza totale di 4,874 metri. Le versioni a passo lungo erano chiamate Dodge Grand Caravan e Plymouth Grand Voyager ed erano prodotte nello stabilimento di Saint Louis Negli Stati Uniti. 
Nel 1988 nasce ufficialmente la Chrysler Voyager e la versione a passo lungo Grand Voyager, ovvero la versione per l'export disponibile in Europa e alcuni paesi asiatici in cui i marchi Dodge e Plymouth erano assenti. Nella primavera del 1989 iniziò la produzione della Chrysler Town & Country, la versione di lusso dei minivan Dodge e Plymouth. La Town & Country era venduta solo in USA e Canada, disponibile solo in versione a passo lungo e con motori V6.
L'abitacolo era notevolmente spazioso e vennero offerte numerose configurazioni di posti a sedere, a seconda del livello di allestimento. La configurazione base disponeva di cinque posti su due file, la terza fila posteriore era optional (con una panca rimovibile o ripiegabile omologata per altri due o tre posti aggiuntivi). Nel 1985 venne presentata la versione "Convert-a-bed" (letteralmente "conversione a letto") con la seconda fila di sedili ripiegabile in modo da poter formare una panca piatta stile lettino.

### Denominazioni
I modelli a marchio Dodge e Plymouth differivano solo per la denominazione e pochi particolari estetici limitati al logo identificativo; col restyling del 1987 cambio la calandra a listelli orizzontali sulla Plymouth con il logo a cinque stelle "Pentastar" del gruppo Chrysler sul cofano, mentre sulla Dodge venne adottata la classica griglia a croce. 

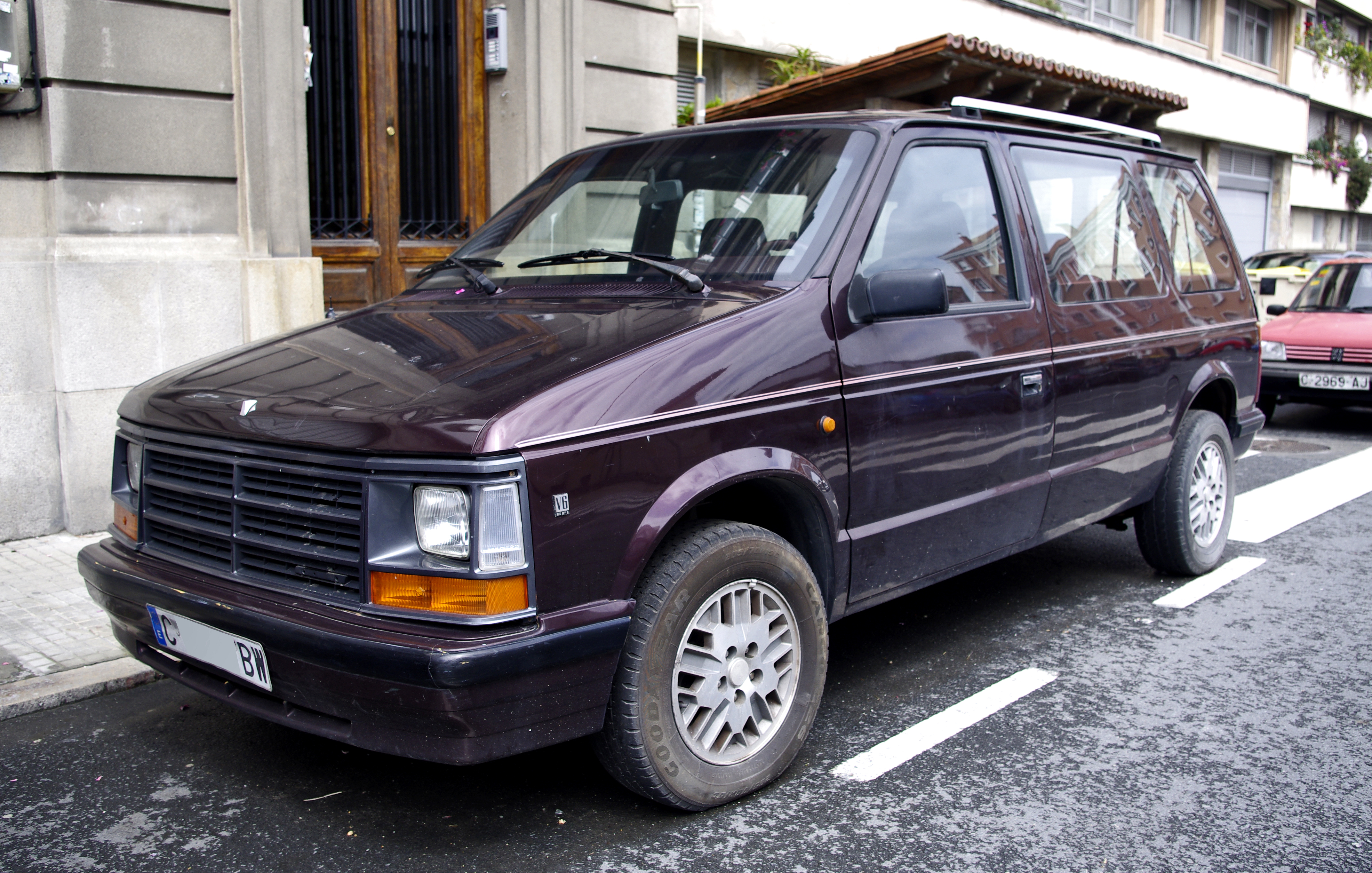
Una Chrysler Voyager prima serie europea

La versione commerciale denominata Dodge Mini Ram Van era disponibile in varie configurazioni furgonate con e senza i vetri posteriori. Nel 1989 cambiò nome in Dodge Caravan C/V (Cargo Van) e adottò la stessa calandra della Caravan restyling del 1987. 
La Chrysler Voyager era basata sui livelli di allestimento della Plymouth Voyager e Grand Voyager ma aveva la stessa griglia a croce del modello Dodge. A differenza dei modelli americani la variante europea offriva numerose versioni con cambio manuale.
La Chrysler Town & Country venne introdotta nella primavera del 1989 e uscì di produzione nell'estate dell'anno seguente. Il nome Town & Country che caratterizzava dal 1941 la classica station wagon elegante e spaziosa del marchio Chrysler venne attribuito alle versioni di punta dei minivan a passo lungo. Per mantenere continuità con gli originali modelli della serie omonima la nuova serie disponeva di pannelli in finto legno applicati lungo le fiancate della carrozzeria. Venne prodotta in 5.404 esemplari.

### Meccanica e motorizzazioni

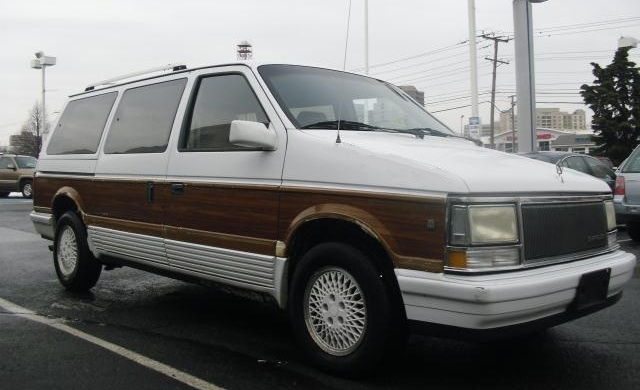
Chrysler Town & Country del 1990

Il pianale era a trazione anteriore con carrozzeria monoscocca in acciaio e sospensioni anteriori di tipo MacPherson ereditata dalle vetture della famiglia K, e retrotreno ad assale rigido. Il motore al debutto era il 2,2 litri quattro cilindri della famiglia motoristica Chrysler K erogante 96 cavalli con cambio automatico TorqueFlite a tre rapporti o manuale a cinque rapporti e al top di gamma il motore 2,6 litri quattro cilindri prodotta dalla Mitsubishi (codice G54B) erogante 106 cavalli solo cambio automatico a tre rapporti.
Nel restyling del 1987 il motore 2.2 venne sostituito dal 2,5 litri Chrysler K quattro cilindri erogante 101 cavalli, mentre il vecchio 2,6 Mitsubishi venne sostituito dal nuovo 3,0 litri V6 sempre Mitsubishi (6G72) erogante 136 cavalli. L'anno seguente venne potenziato a 142 cavalli. Nel 1989 entra in listino il potente 2,5 litri Chrysler K Turbo a quattro cilindri erogante 150 cavalli. I quattro cilindri erano disponibili tutti con cambio manuale o automatico a tre rapporti, il 3.0 V6 solo con cambio automatico a tre o quattro rapporti (la versione manuale era offerta solo sulla versione Van della Dodge). 
Nel 1990, ultimo anno di produzione, escono dal listino tutti i motori quattro cilindri e il 3.0 V6 sostituiti dal nuovo 3,3 litri V6 Chrysler EGA erogante 150 cavalli e abbinato al cambio automatico a quattro rapporti.

## Seconda generazione (1990-1995)
La seconda generazione venne introdotta nel novembre 1990 (come Model Year 1991) e come la prima venne commercializzata dalle divisioni Dodge, Plymouth e Chrysler; le denominazioni Dodge Caravan e Plymouth Voyager vennero mantenute nelle configurazioni a passo corto e passo lungo (Grand) oltre che nella versione furgonata Caravan C/V solo a marchio Dodge. La versione Chrysler Town & Country venne immediatamente introdotta solo nella versione a passo lungo e negli allestimenti di punta. 

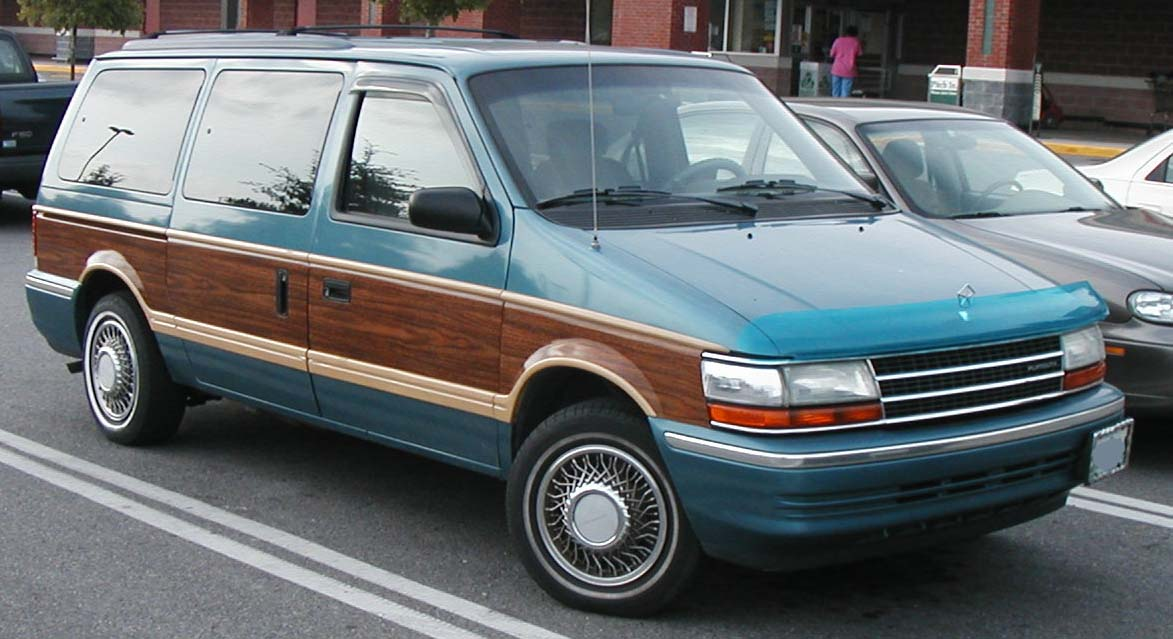
Plymouth Grand Voyager del 1991

Visto l'enorme successo riscontrato dalla prima serie di minivan, per la seconda i vertici Chrysler optarono per un profondo restyling della vettura mantenendo lo stesso passo ma aumentando leggermente le dimensioni; nota con il codice progettuale AS, il telaio era lo stesso aggiornato nelle sospensioni anteriori e posteriori, nuovi ammortizzatori per migliorare notevolmente il comfort e ridurre ulteriormente vibrazioni e fruscii aerodinamici, debuttava la trazione integrale AWD con inedite sospensioni posteriori a ruote indipendenti con bracci tiranti e venne abbandonato il cambio manuale sul mercato americano poco richiesto dalla clientela. La scocca anteriore venne riprogettata per essere più rigida e resistente negli urti, le portiere vennero rinforzate con barre antisfondamento per l'impatto laterale e vennero introdotti airbag frontali (optional), ABS e i quattro freni a disco (optional). La fiancata rimase la stessa della vecchia generazione con una sola porta scorrevole sul lato destro. Il passo misurava 2,845 metri nelle versioni corte e 3,025 metri nelle versioni lunghe. La lunghezza della carrozzeria sostanzialmente rimase simile alla precedente con 4,468 metri nelle versioni corte e 4,897 nelle lunghe. Il sistema "Convert-a-bed" venne migliorato per rendere più ampio e grande il letto formato dai sedili posteriori reclinati (in sostanza un letto matrimoniale). La produzione parte il 14 agosto 1990 e avviene sempre nello stabilimento di Windsor in Canada e in quello di Saint Louis negli Stati Uniti.
Nel 1994 ci fu un restyling estetico e la vettura venne aggiornata per rispettare gli standard di sicurezza federali statunitensi del 1998. I quattro freni a disco divennero di serie su tutte le versioni, la plancia interna venne completamente ridisegnata e possedeva una forma più morbida e arrotondata. Vennero introdotti anche i sedili posteriori per i bambini integrati nel divano della seconda fila.
Negli anni novanta una piccola quantità di Dodge Caravan e Grand Caravan venne assemblata in complete knock down in Cina dalla Sanxing Automobile nello stabilimento di Zhanjiang, Guangdong e venduta solo sul mercato cinese come 3-Star Dodge Caravan (Grand Caravan la versione a passo lungo).

### Motorizzazioni
Al debutto era disponibile con tre motorizzazioni benzina: la base era il 2,5 litri aspirato quattro cilindri Chrysler K erogante 100 cavalli e 183 N⋅m di coppia massima abbinato al cambio manuale a cinque rapporti o automatico TorqueFlite A413 a tre rapporti. L'intermedia era motorizzata dal 3,0 litri V6 Mitsubishi 6G72 erogante 142 cavalli e 235 N⋅m di coppia abbinato al cambio automatico TorqueFlite A670 sempre a tre rapporti e infine il top di gamma 3,3 litri V6 Chrysler EGA erogante 150 cavalli e 240 N⋅m di coppia abbinato al cambio automatico a quattro rapporti Ultradrive A604. Nel 1993 quest'ultimo venne potenziato a 162 cavalli e 263 N⋅m di coppia massima. La Town & Country era disponibile solo col motore 3,3 litri V6. 
Con il restyling del 1994 venne introdotto un nuovo motore top di gamma, il 3,8 litri V6 Chrysler EGH che erogava 162 cavalli ma aveva più coppia motrice rispetto al 3,3 litri 289 (N⋅m). Era abbinato allo stesso cambio automatico a quattro rapporti del 3.3 V6.
Solo per il mercato europeo era disponibile il motore 2,5 litri quattro cilindri turbodiesel prodotto dalla VM Motori.

### Chrysler Voyager europea
Nel 1991 iniziò l'esportazione in Europa come Chrysler Voyager e Grand Voyager; il modello era basato sulla Dodge Caravan mantenendo la stessa calandra a croce frontale e gli stessi livelli di allestimento mentre l'interno riprendeva numerose rifiniture dalla Chrysler Town & Country. Il 29 aprile 1992 partì la produzione della Voyager e Grand Voyager europea presso lo stabilimento Eurostar Automobilwerk di Graz in Austria realizzato da Chrysler Group insieme alla Steyr-Daimler-Puch. I modelli europei erano equipaggiati con il motore turbodiesel 2,5 litri prodotto dalla VM Motori di Cento (provincia di Ferrara). Il 2,5 litri (codice VM425) era un quattro cilindri con distribuzione a due valvole per cilindri erogante 118 cavalli e 262 N⋅m di coppia massima. Tre anni dopo, nel 1995 venne prodotto nello stabilimento austriaco l'esemplare europeo numero centomila.

## Terza generazione (1995-2000)
Lo sviluppo della terza generazione di minivan del gruppo Chrysler iniziò già nel 1990, anno in cui partirono sul mercato americano le vendite della seconda serie. La seconda generazione non era altro che un profondo restyling della prima e, visto l'enorme successo commerciale che stava ottenendo la famiglia di minivan tanto da indurre anche i concorrenti a investire nel segmento, alla Chrysler immediatamente vararono il nuovo progetto (nome in codice NS) guidato da Tom Gale e Chris Theodore mentre il design venne affidato a Don Renkert. Nel settembre 1991 venne già approvato lo stile della carrozzeria e nel maggio 1992 fu congelato in modo da poter lavorare sulle soluzioni meccaniche da poter adottare. 
Per la terza serie il gruppo Chrysler decise di realizzare una piattaforma di base totalmente inedita e per la prima volta vennero utilizzati i software di progettazione CATIA. La piattaforma doveva essere rialzata per garantire un posto guida più alto e una ossatura del tipo cab-forward con il cofano invece più basso e corto per garantire una facilità di guida maggiore nei parcheggi. Grazie al telaio rialzato venne ricavato uno spazio in cui potevano essere sistemate le bombole di metano per eventuali versioni bifuel oppure le batterie per una eventuale versione elettrica. 
Vennero effettuati dei sondaggi tra i proprietari delle varie minivan Chrysler per capire quali erano le principali richieste: l'85% richiese l'opzione della seconda porta laterale scorrevole, che venne di conseguenza adottata. 
Inizialmente si studiò di montare il motore in posizione anteriore-longitudinale come sulla Toyota Previa in modo da poter offrire una maggior dinamica di guida per le motorizzazioni V6 ma la scelta risultò troppo costosa e venne preferita la classica soluzione del motore anteriore trasversale.
In totale Chrysler investì nella progettazione e nella produzione della terza generazione dei minivan la somma di 2,8 miliardi di dollari (equivalenti a circa 4,6 miliardi di dollari nel 2017), rendendolo uno dei progetti più costosi della storia della Chrysler. 

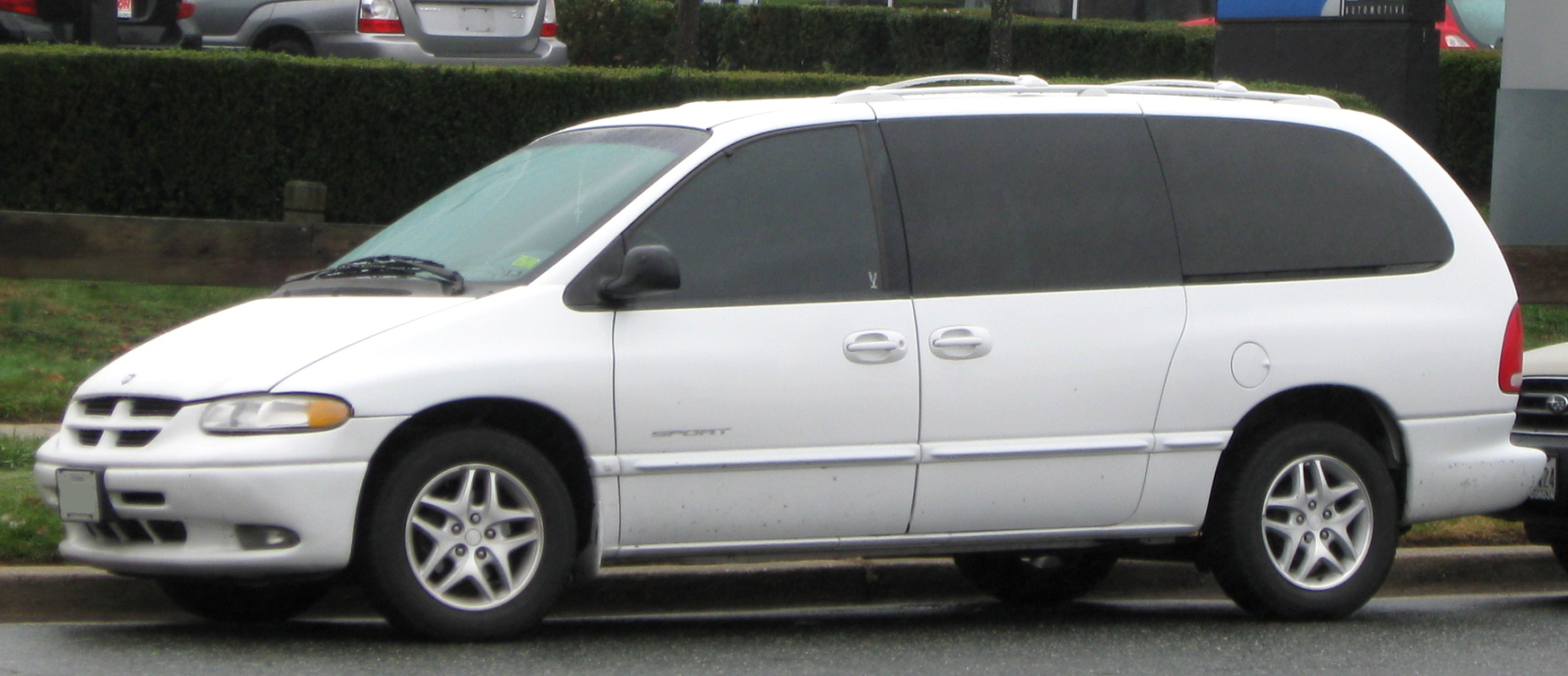
Una Dodge Caravan (versione passo lungo)

La presentazione ufficiale avvenne al North American International Auto Show il 4 gennaio 1995 e la produzione partì il 30 gennaio dello stesso anno presso gli stabilimenti di Windsor (Canada) e Saint Louis. La produzione della Voyager europea partì nel mese di novembre nello stabilimento in Austria.
Nel 1996 la nuova serie di minivan fu eletta North American Car of the Year e Motor Trend Car of the Year, mentre fu eletta in Canada Car of the Year anche nella categoria Best New Van.
Per quanto riguarda la sicurezza automobilistica questa serie è stata dapprima sottoposta ai crash test negli Stati Uniti, ottenendo un risultato "M", e in seguito a quelli dell'Euro NCAP nel 1999 quando ha ottenuto il risultato di due stelle.

## Quarta generazione (2000-2007)
Lo sviluppo della quarta generazione partì nel febbraio 1996 e termina nel dicembre 1999. Per la nuova serie dei minivan la Chrysler impose una riduzione dei costi e di mantenere parte della scocca della vecchia serie, il telaio di base RS è una evoluzione della precedente piattaforma irrigidita e aggiornava per le nuove omologazioni in tema di sicurezza. Lo stile viene guidato da Brandon Faurote e venne ultimato nel gennaio 1997 e raggiunse l'approvazione per la produzione nell'ottobre 1997. La presentazione avvenne al North American International Auto Show (NAIAS) il 10 gennaio 2000 e la produzione partì il 24 luglio 2000 presso lo stabilimento di Windsor. In Nord America le vendite partirono nell’agosto dello stesso anno. La quarta serie viene venduta in nord america come Chrysler Voyager (versione a passo corto) e Chrysler Town & Country (versione a passo lungo), Dodge Caravan (corta) e Grand Caravan (lunga); esce di scena la versione a marchio Plymouth perché la Chrysler decise di chiudere la storica casa automobilistica.

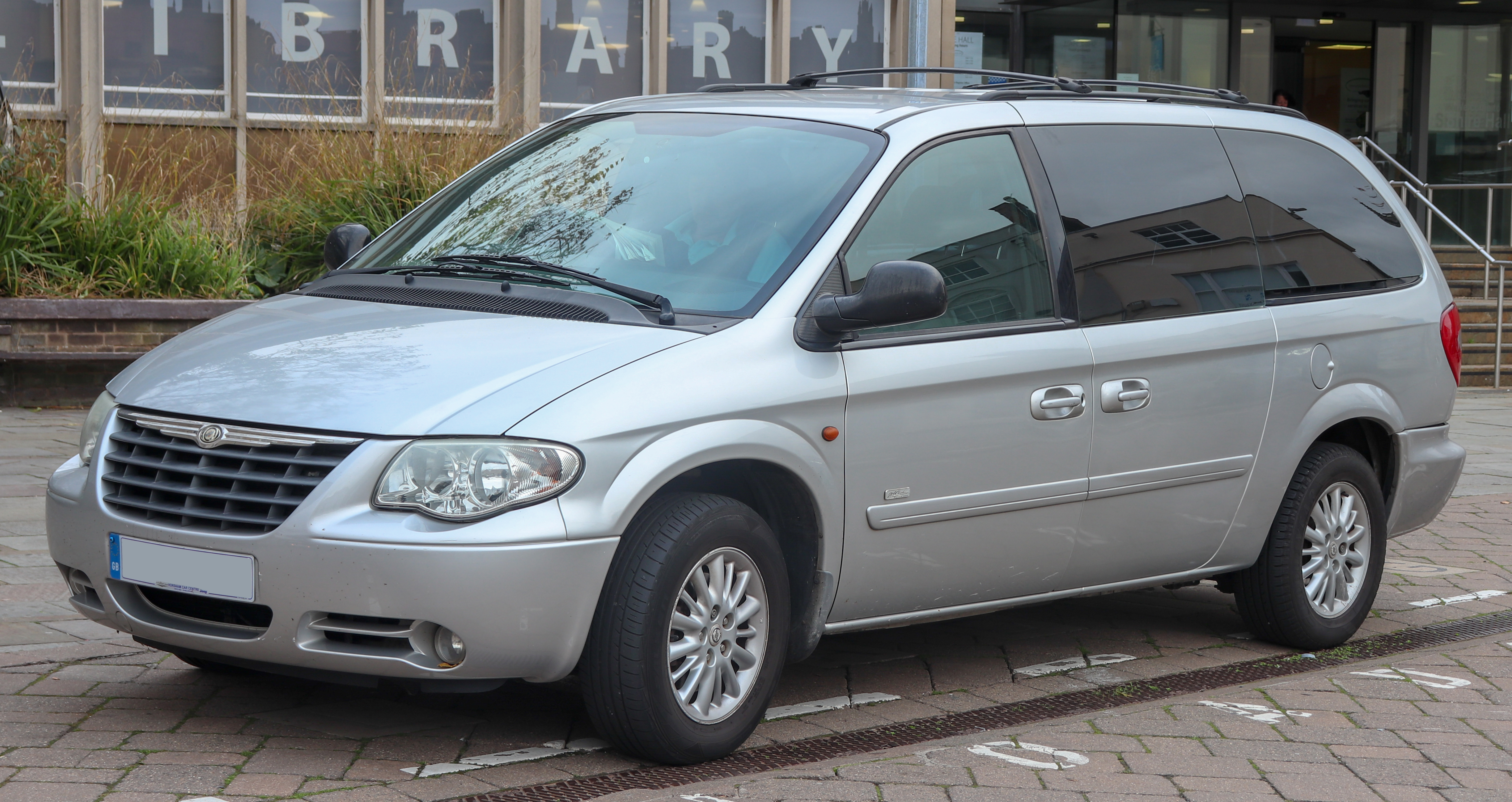
Una Chrysler Voyager ristilizzata (vista anteriore)

 Ritornano anche le versioni Cargo Van (siglate C/V) come allestimenti commerciali per i modello a marchio Dodge. 
La presentazione del modello europeo avviene al Motor Show di Bologna nel dicembre 2000 e la produzione avviene alla Eurostar di Graz in Austria e parte nel 2001 per le versioni a passo corto e lungo vendute con la storica denominazione Chrysler Voyager e Grand Voyager. Nel 2002 lo stabilimento di Graz diviene di proprietà della Magna Steyr. I modelli europei erano identificati dal codice progettuale RG in quanto presentavano rinforzi strutturali alla scocca per via delle differenti norme di omologazioni europee.
Nel 2003 la denominazione Voyager sul mercato Nord Americano viene ritirata e le versioni a passo corto vengono accorpate alla gamma Chrysler Town & Country.

### Restyling 2004
Nel 2004 il veicolo subisce un restyling e viene introdotto il sistema Stow’N Go che permette di richiudere i sedili posteriori nel pianale in modo da avere un vano di carico completamente piatto. Il sistema costò 400 milioni di dollari tra brevetti ed industrializzazione ed era disponibile nelle versioni a passo lungo a trazione anteriore. 
Stilisticamente debuttano una nuova calandra di dimensioni maggiori, nuovi paraurti con le sedi fendinebbia ispirate nel design a quelle della berlina Chrysler 300C, nuovi fanali anteriori a goccia a “effetto ghiaccio”. Internamente la plancia introduce nuove rifiniture e vengono migliorati gli assemblaggi, vengono introdotti nuovi airbag laterali a tre stadi in grado di gonfiarsi a seconda della presenza dei passeggeri sulla seconda e terza fila e viene introdotto l’airbag per le ginocchia del guidatore. Debutta il sistema multimediale UConnect con display a colori da 4,9 pollici, navigatore satellitare, bluetooth, connettività con cellulari e comandi vocali. Sul modello europeo è disponibile optional il sistema Car Navi System della Alpine con monitor da 6,5 pollici a colori. Il motore diesel 2.8 CRD viene potenziato a 150 cavalli. 
La produzione termina a fine 2007. In Europa sarà l’ultima Voyager prodotta dopo 16 anni e un totale di 618.763 esemplari fabbricati a Graz. Dalla quinta serie la produzione diventerà interamente canadese.

### Produzione asiatica (2005-2012)
Nel 2005 DaimlerChrysler sigla un accordo con la taiwanese China Motor Corporation per fabbricare la Voyager destinata al mercato locale che vide il segmento delle grandi monovolume in crescita. La Voyager venne assemblata in complete knock down nello stabilimento China Motor di Yang Mei con le scocche inviate da quello di Graz della Magna Steyr. Nel 2007 la produzione venne spostata in Cina alla sussidiaria South East Motors (appartenente alla China Motor) con i macchinari spostati nello stabilimento di Fuzhou in modo da poterla commercializzare sia in Cina che in Taiwan evitando i dazi sulle importazioni. La produzione della Voyager cinese parte nel settembre 2007. In Cina venne fabbricata anche la gemella Dodge Caravan dall’ottobre dello stesso anno. Entrambe uscirono di produzione nel 2012.

## Quinta generazione (2007-2016)
Il quinto modello di Voyager (progetto RT) è stato introdotto negli Stati Uniti d'America nel 2007, ed è caratterizzato da una linea squadrata disegnata da Ralph Gilles, che ricorda l'ammiraglia 300C, e da un'ampia versatilità degli interni (i sedili possono essere ruotati in modo da potersi posizionare in cerchio attorno ad un tavolino). È disponibile al debutto in quattro motorizzazioni: un 2.8 CRD turbo diesel common rail prodotto da VM Motori e i benzina 3.3 V6 Chrysler EGA, il 3.8 V6 Chrysler EGH e il 4.0 V6 benzina Chrysler EGQ. Il 2.8 diesel eroga 163 cavalli di potenza, abbinato a un cambio automatico a 6 rapporti. La velocità massima, nonostante la grande mole della vettura (oltre 2100 kg) è di circa 210 km/h. Per lo scatto 0–100 km/h, la Grand Voyager impiega 12,5 secondi.
Questa generazione è stata progettata solo nella variante Grand Voyager con passo allungato, in quanto è lunga più di cinque metri. La più piccola Voyager, invece, ha passato il testimone al Dodge Journey, spazioso crossover SUV a 7 posti. Sul mercato statunitense è commercializzata anche come Volkswagen Routan, a seguito di un accordo tra le due case fino al 2013. 

### Il restyling del 2011

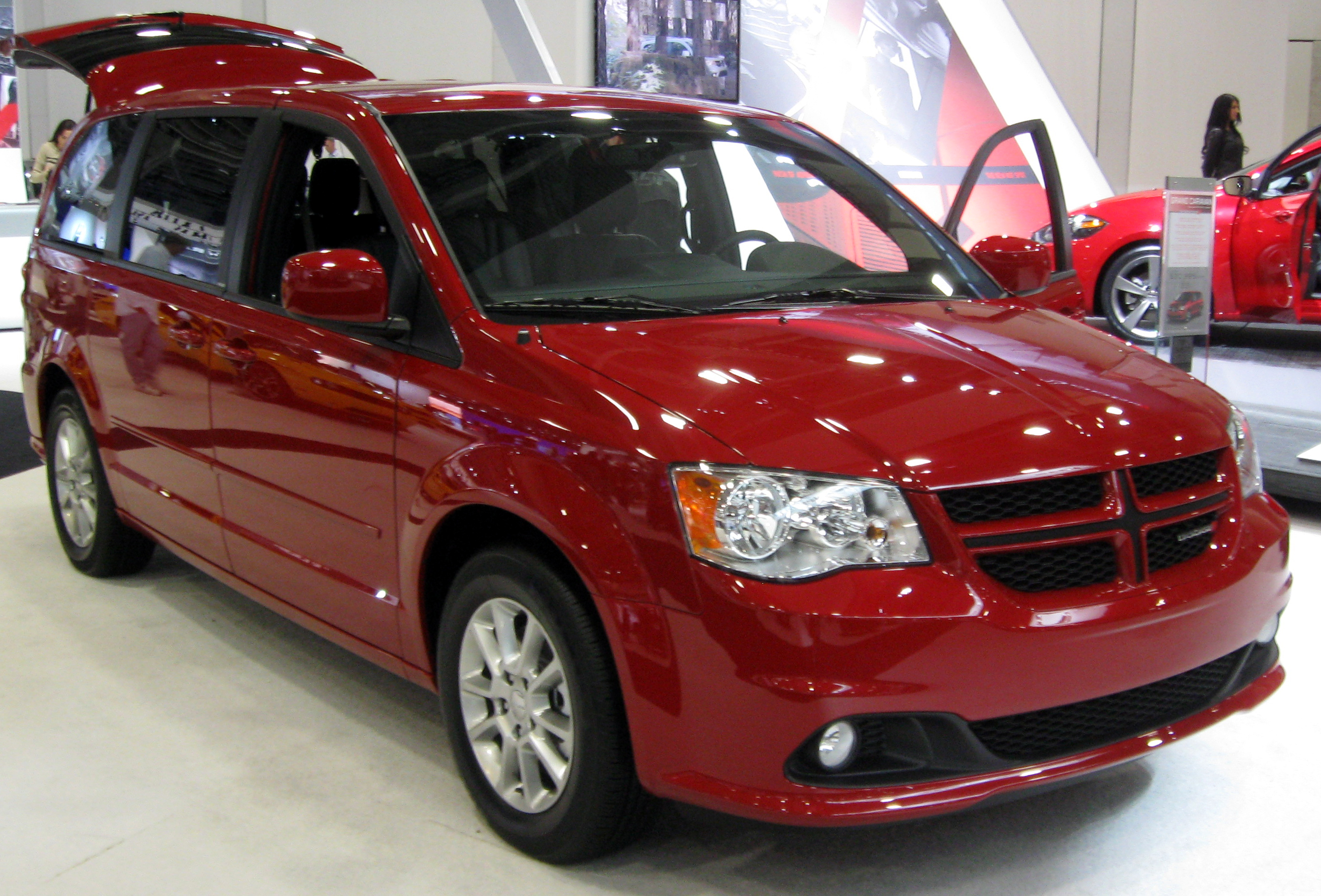
Dodge Grand Caravan dopo il restyling 2011 tuttora in produzione

Nel 2011 è stato messo in commercio il nuovo modello, oggetto di un profondo restyling interno ed esterno, volto all'implementazione di contenuti tecnologici di ultima generazione e ad un sensibile miglioramento della qualità, sia costruttiva che dei materiali impiegati.
Viene venduto solo come Town & Country negli Stati Uniti e come Grand Voyager nel Regno Unito, mentre per l'Europa continentale, tutte le attività a marchio Chrysler sono state assorbite dalla casa italiana Lancia, che vende dall'autunno del 2011 fino al 2014, la Lancia Voyager, rebadge della Grand Voyager ed erede anche della Lancia Phedra. La versione Chrysler fu sostituita nel 2016 dal modello Pacifica mentre la versione Dodge Grand Caravan continua ad essere prodotta e venduta in Nord America.